# Ригаут де Барбезьеу
Ригаут де Барбезьеу, или Ригаут из Барбезьё (Rigaut (также Richart или Richartz) de Berbezilh (также Berbezill или Barbesiu); фр. Rigaud de Barbezieux, лат. Rigaudus de Berbezillo); ок. 1120 — после 1163, творческая деятельность 1140-1163) — трубадур .

## Биография
Один из ранних трубадуров. Мелкопоместный дворянин из Барбезьеу. 
Известны около пятнадцати его произведений, в том числе один плач и девять или десять кансон. Некоторые исследователи считают наиболее вероятным период его творчества с 1170 по 1215 гг.
Согласно его жизнеописанию, надёжность которого, впрочем, вызывает сомнения, Барбезьеу был способен и щедр, по характеру робок, очень искусен в сочинении песен. Был привержен в своём творчестве к метафорам, позаимствованным из средневековых бестиариев. Рассказывается также, что Ригаут влюбился в жену Gaufridus de Tonai (возможно, внучка Жофре Рюделя) и воспел её в своих произведениях под сеньялем Miellz-de-Domna («Лучшая из Донн»). После её смерти он уехал в Испанию и последние годы провёл при дворе Диего Лопеса Диаса де Харо (Diego López Díaz de Haro) — знаменитого покровителя трубадуров.
Общепринято, что Ригаут де Барбезьеу был из семьи, находящейся в родстве с Жофре Рюделем через графов Ангулемских  и в конце жизни (после 1157 года) вступил в монастырь. 